# Simon du Bosc
Simon du Bosc, religieux français, abbé de Cerisy, puis cinquante-huitième abbé de Jumièges de 1391 à sa mort le 14 septembre 1418. Il assiste à plusieurs conciles où il se distingue par son éloquence et la droiture de son jugement.

## Biographie
Originaire d'une ancienne famille de Rouen, fils de Mathieu du Bosc, il est docteur en droit canon. Il devient successivement prieur de Saint-Martin-de-Sigey, abbé de Saint-Vigor de Cerisy, camérier du pape, et enfin abbé de Jumièges.
En 1407 le roi Charles VI le nomme parmi les ambassadeurs qui négocient l'entrevue de Savone entre les papes Benoît XIII et Grégoire XII, pour mettre un terme au Grand Schisme d'Occident, démarche qui échoue. Il participe comme ambassadeur du roi et député de l'Université de Paris au concile de Pise en 1409, qui ne résout pas la crise en élisant un troisième pape, Alexandre V. Il reçoit alors de ce nouveau pape le droit d'user de la mitre, de l'anneau, et des ornements pontificaux pour les abbés de Jumièges. 
Simon du Bosc participe activement au concile de Constance (1414-1418). Il prêche plusieurs fois contre la pratique de l'Eucharistie préconisée par Jean Hus et se distingue par son zèle pour l'union de l'Église et la lutte contre les hérésies. Le concile parvient à résoudre la crise en 1417 après la déposition des papes de Pise et d'Avignon et la démission de celui de Rome Grégoire XII. Simon meurt à Paris le 14 septembre 1418 alors que la guerre entre le roi de France et le roi d'Angleterre déchire la Normandie. L'année même de sa mort, l'abbaye de Jumièges est mise à sac par les Anglais et les moines doivent se réfugier à Rouen. Nicolas Le Roux lui succède.

## Sources
- Éloi Théodore Lebreton, Biographie rouennaise, Éditeur Le Brument, 1865, lire sur Google Livres
- Julien Loth, Histoire de l'abbaye royale de Saint-Pierre de Jumièges par un religieux bénédictin de la congrégation de Saint-Maur, lire en ligne